# Narosa albescens
Narosa albescens är en fjärilsart som beskrevs av Reginald James West 1940.
Narosa albescens ingår i släktet Narosa och familjen snigelspinnare. Inga underarter finns listade i Catalogue of Life.